# Série de championnat de la Ligue américaine de baseball 1991
La Série de championnat de la Ligue américaine de baseball 1991 était la série finale de la Ligue américaine de baseball, dont l'issue a déterminé le représentant de cette ligue à la Série mondiale 1991, la grande finale des Ligues majeures.
Cette série quatre de sept débute le mardi 8 octobre 1991 et se termine le dimanche 13 octobre par une victoire des Twins du Minnesota, quatre victoires à une sur les Blue Jays de Toronto. 

## Équipes en présence
Après avoir terminé en dernière position la saison précédente, les Twins du Minnesota remporte en 1991 le championnat de la division Ouest de la Ligue américaine avec le deuxième meilleur dossier victoires-défaites des majeures, soit 95-67, et huit parties d'avance sur leurs plus proches poursuivants, les White Sox de Chicago. Après avoir enchaîné deux saisons perdantes consécutives, les Twins terminent en première place pour la première fois depuis 1987, année où ils ont remporté la Série mondiale.
Avec 91 victoires et 71 défaites, les Blue Jays de Toronto remportent pour la seconde fois en trois ans le titre de la division Est de l'Américaine. Ils complètent l'année en première place avec sept victoires de priorité sur les Red Sox de Boston, champions de division en 1990, et les Tigers de Detroit.

## Déroulement de la série

### Calendrier des rencontres
| Match | Date       | Visiteur             | Hôte                 | Score              |
| ----- | ---------- | -------------------- | -------------------- | ------------------ |
| 1     | 8 octobre  | Blue Jays de Toronto | Twins du Minnesota   | 4 - 5              |
| 2     | 9 octobre  | Blue Jays de Toronto | Twins du Minnesota   | 5 - 2              |
| 3     | 11 octobre | Twins du Minnesota   | Blue Jays de Toronto | 3 - 2 (10 manches) |
| 4     | 12 octobre | Twins du Minnesota   | Blue Jays de Toronto | 9 - 3              |
| 5     | 13 octobre | Twins du Minnesota   | Blue Jays de Toronto | 8 - 5              |

### Match 1
Mardi 8 octobre 1991 au Metrodome, Minneapolis, Minnesota.
| Blue Jays de Toronto | 0 | 0 | 0 | 1 | 0 | 3 | 0 | 0 | 0 | 4 | 9  | 3 |
| Twins du Minnesota | 2 | 2 | 1 | 0 | 0 | 0 | 0 | 0 | X | 5 | 11 | 0 |
| Lanceurs partants : TOR : Tom Candiotti MIN : Jack Morris Vic. : Jack Morris (1-0) Déf. : Tom Candiotti (0-1) Sauv. : Rick Aguilera (1) |   |   |   |   |   |   |   |   |   |   |    |   |

### Match 2
Mercredi 9 octobre 1991 au Metrodome, Minneapolis, Minnesota.
| Blue Jays de Toronto | 1 | 0 | 2 | 0 | 0 | 0 | 2 | 0 | 0 | 5 | 9 | 0 |
| Twins du Minnesota | 0 | 0 | 1 | 0 | 0 | 1 | 0 | 0 | 0 | 2 | 5 | 1 |
| Lanceurs partants : TOR : Juan Guzman MIN : Kevin Tapani Vic. : Juan Guzman (1-0) Déf. : Kevin Tapani (0-1) Sauv. : Duane Ward (1) |   |   |   |   |   |   |   |   |   |   |   |   |

### Match 3
Vendredi 11 octobre 1991 au SkyDome, Toronto, Ontario.
| Twins du Minnesota | 0 | 0 | 0 | 0 | 0 | 0 | 0 | 0 | 0 | 1 | 3 | 7 | 0 |
| Blue Jays de Toronto | 2 | 0 | 0 | 0 | 1 | 1 | 0 | 0 | 0 | 0 | 2 | 5 | 1 |
| Lanceurs partants : MIN : Scott Erickson TOR : Jimmy Key Vic. : Mark Guthrie (1-0) Déf. : Mike Timlin (0-1) Sauv. : Rick Aguilera (2) HRs : MIN : Mike Pagliarulo (1) TOR : Joe Carter (1) |   |   |   |   |   |   |   |   |   |   |   |   |   |

### Match 4
Samedi 12 octobre 1991 au SkyDome, Toronto, Ontario.
| Twins du Minnesota | 0 | 0 | 0 | 4 | 0 | 2 | 1 | 1 | 1 | 9 | 13 | 1 |
| Blue Jays de Toronto | 0 | 1 | 0 | 0 | 0 | 1 | 0 | 0 | 1 | 3 | 11 | 2 |
| Lanceurs partants : MIN : Jack Morris TOR : Todd Stottlemyre Vic. : Jack Morris (2-0) Déf. : Todd Stottlemyre (0-1) HRs : MIN : Kirby Puckett (1) |   |   |   |   |   |   |   |   |   |   |    |   |

### Match 5
Lundi 13 octobre 1991 au SkyDome, Toronto, Ontario.
| Twins du Minnesota | 1 | 1 | 0 | 0 | 0 | 3 | 0 | 3 | 0 | 8 | 14 | 2 |
| Blue Jays de Toronto | 0 | 0 | 3 | 2 | 0 | 0 | 0 | 0 | 0 | 5 | 9  | 1 |
| Lanceurs partants : MIN : Kevin Tapani TOR : Tom Candiotti Vic. : David West (1-0) Déf. : Duane Ward (0-1) Sauv. : Rick Aguilera (3) HRs : MIN : Kirby Puckett (2) |   |   |   |   |   |   |   |   |   |   |    |   |

## Joueur par excellence
Kirby Puckett, des Twins du Minnesota, est nommé joueur par excellence de la Série de championnat 1991 de la Ligue américaine. Dans les cinq affrontements contre les Blue Jays, il obtient neuf coups sûrs dont deux circuits, pour une moyenne au bâton de ,429. Puckett marque quatre points et en produit cinq.